# Oswald Schwarz
Oswald Schwarz (* 31. Oktober 1883 in Brünn; † 14. Oktober 1949 in London) war ein in deutscher Mediziner und Chirurg (Urologie, Psychosomatik, Sexualmedizin) und gilt als Pionier der psychosomatischen Urologie und Sexualmedizin.

## Leben
Schwarz, der Sohn eines jüdischen Anwalts, ging in Brünn (heute Brno, Tschechien) zur Schule mit dem Abitur am Deutschen Gymnasium 1901. Er studierte Medizin in Wien (und ein Semester in Straßburg) mit der Promotion 1906. Anschließend leistete er 1907/08 seinen Wehrdienst und hospitierte dann an mehreren Wiener Krankenhäusern wie der 1. Chirurgischen Klinik und der Frauenklinik und war zu Studienzwecken in Deutschland unter anderem bei Albert Döderlein an der Universitätsfrauenklinik München. Ab 1912 war er Assistenzarzt und später Oberarzt an der Urologischen Abteilung der Wiener Poliklinik unter Anton Ritter von Frisch und später Hans Rubritius. Im Ersten Weltkrieg war er Regimentsarzt und Leiter eines Feldspitals. 1919 habilitierte er sich mit einer These Über Störungen der Blasenfunktion nach Schußverletzungen des Rückenmarks. Er erhielt nie eine Professur, was möglicherweise an seiner jüdischen Herkunft gelegen haben könnte, wurde aber Dozent für Urologie an der Medizinischen Fakultät in Wien und hielt Vorlesungen an der Postgraduate School of the American Medical Association in Wien.
Er war nach dem Krieg wieder an der 1. Chirurgischen Klinik. Gleichzeitig wandte er sich psychosomatischen Studien und Behandlung zu und der Sexualmedizin. Dabei war er Schüler von Alfred Adler und Anhänger von dessen Individualpsychologie. Gegenüber der Lehre von Sigmund Freud war er kritisch eingestellt. 1927 kam es allerdings zum Zerwürfnis mit Alfred Adler und er trat mit anderen (wie Rudolf Allers) aus der individualpsychologischen Vereinigung aus, da Adler sich weigerte, philosophische Strömungen einfließen zu lassen. Anlass für den Austritt war ein Angriff einer oppositionellen marxistischen Gruppe von Individualpsychologen um Manès Sperber bei der Präsentation des Lehrbuchs der Psychosomatik von Schwarz (den die Gruppe um Sperber für reaktionär hielt – die Gruppe war katholisch-konservativ), dem Adler nicht entgegentrat. Er hielt auch philosophisch-anthropologische Vorträge in Wien, was ihm den Spitznamen „der Urosoph“ einbrachte. 1925 war er Herausgeber des ersten psychosomatischen Lehrbuchs in deutscher Sprache. Weitere Pioniere der psychosomatischen Urologie im deutschen Sprachraum waren Robert Ultzmann und Otto Zuckerkandl. Er lieferte auch bedeutende Beiträge zur medizinischen Anthropologie, vergleichbar mit denen seines Zeitgenossen Viktor von Weizsäcker.
Aufgrund der nationalsozialistischen Judenverfolgung emigrierte er 1934 nach England, wo er in Chelsea in London eine sexualmedizinische Praxis hatte und  am 14. Oktober 1949 an einem Herzinfarkt starb. Nach dem Anschluss Österreichs wurde ihm 1938 die Lehrbefugnis entzogen (er hatte sich an der Wiener Universität zunächst nur beurlauben lassen) und  1943 auch der Doktortitel, der ihm 1955 postum wieder zuerkannt wurde. In England schrieb er ein Buch über Sexualpsychologie, das zuerst bei Penguin 1949 erschien und mehrere Auflagen erlebte.
Schwarz war Gründungsmitglied der Österreichischen Gesellschaft für Urologie.
Sein Sohn Hans Peter Schwarz (1913–1985) war ebenfalls Mediziner, konnte noch 1938 in Wien promovieren, emigrierte nach England und war später Kardiologe in den USA in Norwich (Connecticut).

## Schriften
- als Herausgeber: Psychogenese und Psychotherapie Körperlicher Symptome, Springer 1925
  - darin von Schwarz: Psychogene Miktionsstörungen
- Pathologische Physiologie der Harnblase, in A. v. Lichtenberg u. a. (Hrsg.), Handbuch der Urologie, Band 1, Springer 1926, S. 413–528
- Medizinische Anthropologie, Hirzel, 1929
- Sexualität und Persönlichkeit, Verlag für Medizin Weidmann u. Co. 1934
- Sexualpathologie, Verlag für Medizin Weidmann u. Co. 1935
- The Psychology of Sex, Penguin 1949 und öfter

## Weblink
- Eintrag im Gedenkbuch der Universität Wien